# 新界區專線小巴610S線
新界通宵專線小巴路線610S，由信威國際營辦，來往天瑞及尖沙咀（海防道），途經天水圍、屯門，與九龍區的通州街（荔枝角、長沙灣、深水埗，只限往九龍方向途徑）及彌敦道沿線（旺角、油麻地及佐敦）。
此路線全程行車里數達46公里，為現時全港專線小巴路線之冠，亦因而衍生超載問題。

## 歷史
- 1994年8月26日：運輸署公開招標8組共21條專綫小巴新路線，此線與第一代41、42、608及609編為同一組。[3]
- 1995年：610S線投入服務，是首條來往天水圍及九龍市區的專綫小巴路線。
- 不詳：往天瑞方向到達蔡意橋後，繞經石排頭路（卓爾居段），以配合該段路啟用。
- 2003年12月20日：往尖沙咀方向繞經屯門站公共運輸交匯處。
- 2010年3月14日：往尖沙咀方向繞經新落成的有蓋屯門站公共運輸交匯處。[4]
- 2010年：來回程改經天華路而不經天榮路。[5]

## 服務時間及班次
- 每晚天瑞開：2300-0500，12-15分鐘一班
- 每晚尖沙咀（海防道）開：2330-0530，12-15分鐘一班

## 收費
全程收費：$24.0
- 天瑞邨來往屯門市中心：$9.3
- 快富街往尖沙咀：$8.1

| - 本線大小同價。 - 乘客可以現金或八達通於上車時付款，不設找續。 - 65歲或以上長者使用長者或個人八達通（包括「樂悠咭」），合資格殘疾人士使用「殘疾人士身份」個人八達通卡繳付車資，以及60至64歲香港居民使用「樂悠咭」，均可享有每程劃一$2.0的政府長者及合資格殘疾人士公共交通票價優惠計劃。 - 乘客若繳付分段收費，請通知車長調校八達通機。 |

## 行車路線
往尖沙咀（海防道）方向途經：天瑞巴士總站通路、天瑞路、天華路、天城路、天湖路、天耀路、天福路、朗天路、唐人新村交匯處、元朗公路、藍地交匯處、青麟路、青松觀路、震寰路、杯渡路、屯門鄉事會路、屯興路、屯門公路、荃灣路
1. 、葵涌道、荔枝角道、西九龍走廊&、太子道西、塘尾道、旺角道、彌敦道、梳士巴利道、九龍公園徑、北京道、漢口道及海防道

1. 若乘客要求下車，小巴會改行海興交匯處及荃青交匯處。

&若乘客要求下車，小巴會改行通州街，駛至深水埗公園近榮昌邨後，返回西九龍走廊原有路線。
| 天瑞開                                       | 天瑞開               | 天瑞開                   |
| 序號                                         | 車站名稱             | 位置                     |
| -------------------------------------------- | -------------------- | ------------------------ |
| 1                                            | 天瑞巴士總站         | 天瑞巴士總站             |
| 2                                            | 天瑞邨               | 天瑞路                   |
| 3                                            | 天華邨               | 天瑞路                   |
| 4                                            | 天悅邨               | 天華路                   |
| 5                                            | 麗湖居               | 天城路                   |
| 6                                            | 景湖居               | 天城路                   |
| 7                                            | 天耀邨耀盛樓         | 天湖路                   |
| 8                                            | 天耀邨耀民樓         | 天耀路                   |
| 9                                            | 天祐苑               | 天福路                   |
| 朗天路、唐人新村交匯處；元朗公路；藍地交匯處 |                      |                          |
| 10                                           | 五柳路               | 青麟路                   |
| 11                                           | 兆康路               | 青麟路                   |
| 12                                           | 兆康苑兆賢閣         | 青麟路                   |
| 13                                           | 屯門醫院             | 青麟路                   |
| 14                                           | 澤豐花園             | 青松觀路                 |
| 15                                           | 大興邨興偉樓         | 震寰路                   |
| 16                                           | 卓爾居               | 震寰路                   |
| 17                                           | 屯門警署             | 震寰路                   |
| 18                                           | 屯門站               | 杯渡路                   |
| 19                                           | 屯門市中心巴士總站   | 屯門市中心公共運輸交匯處 |
| 屯門公路；荃灣路                             |                      |                          |
| 20                                           | 海興交匯處           | 海興交匯處               |
| 21                                           | 荃青交匯處           | 荃青交匯處               |
| 葵涌道（含荔枝角大橋）                       |                      |                          |
| 22                                           | 興華街               | 通州街                   |
| 23                                           | 發祥街               | 通州街                   |
| 24                                           | 東京街               | 通州街                   |
| 25                                           | 九江街               | 通州街                   |
| 西九龍走廊                                   |                      |                          |
| 26                                           | 旺角消防局           | 太子道西                 |
| 27                                           | 旺角站               | 彌敦道                   |
| 28                                           | 奶路臣街             | 彌敦道                   |
| 29                                           | 豉油街               | 彌敦道                   |
| 30                                           | 文明里               | 彌敦道                   |
| 31                                           | 加士居道             | 彌敦道                   |
| 32                                           | 西貢街               | 彌敦道                   |
| 33                                           | 德成街               | 彌敦道                   |
| 34                                           | 聖安德烈堂           | 彌敦道                   |
| 35                                           | 尖沙咀（海防道）總站 | 海防道                   |

20-25分站如没人要求則不會駛經，故只供落客。
往天瑞方向途經：海防道、彌敦道、亞皆老街、櫻桃街、西九龍走廊、荔枝角道、葵涌道、荃灣路、屯門公路、屯興路、屯門鄉事會路、蔡意橋、石排頭路、震寰路、青松觀路、青麟路、藍地交匯處、元朗公路、唐人新村交匯處、朗天路、天福路、天耀路、天湖路、天城路、天恩路、天榮路、天城路、天華路、天瑞路及天瑞巴士總站通路
如客滿經：樂道、北京道、漢口道、中間道、九龍公園徑 (南行)、梳士巴利道、九龍公園徑 (北行)、廣東道及渡船街，返回西九龍走廊原有路線，不經彌敦道、亞皆老街及櫻桃街。
| 尖沙咀（海防道）開                           | 尖沙咀（海防道）開     | 尖沙咀（海防道）開         |
| 序號                                         | 車站名稱               | 位置                       |
| -------------------------------------------- | ---------------------- | -------------------------- |
| 1                                            | 尖沙咀（海防道）總站   | 海防道                     |
| 2                                            | 寶靈街                 | 彌敦道                     |
| 3                                            | 九龍中央郵政局         | 彌敦道                     |
| 4                                            | 豉油街                 | 彌敦道                     |
| 5                                            | 山東街                 | 彌敦道                     |
| 6                                            | 奶路臣街               | 彌敦道                     |
| 7                                            | 旺角街市               | 亞皆老街                   |
| 8                                            | 銘基書院               | 櫻桃街                     |
| 西九龍走廊至荃灣路、屯門公路                 |                        |                            |
| 9                                            | 屯門公園               | 屯門鄉事會路               |
| 10                                           | 屯門站                 | 屯門鄉事會路               |
| 11                                           | 聖公會聖西門呂明才中學 | 屯門鄉事會路               |
| 蔡意橋                                       |                        |                            |
| 12                                           | 卓爾居二期             | 石排頭路                   |
| 13                                           | 大興邨興偉樓           | 震寰路                     |
| 14                                           | 澤豐花園               | 青松觀路                   |
| 15                                           | 麒麟圍                 | 青麟路                     |
| 16                                           | 紫田村                 | 青麟路                     |
| 17                                           | 五柳路                 | 青麟路                     |
| 藍地交匯處；元朗公路；唐人新村交匯處、朗天路 |                        |                            |
| 18                                           | 聚星樓                 | 天福路                     |
| 19                                           | 天盛苑                 | 天耀路                     |
| 20                                           | 賞湖居                 | 天湖路                     |
| 21                                           | 嘉湖銀座               | 天恩路                     |
| 22                                           | 天水圍市中心巴士總站   | 天水圍市中心公共運輸交匯處 |
| 23                                           | 天頌苑頌棋閣           | 天華路                     |
| 24                                           | 天頌苑                 | 天瑞路                     |
| 25                                           | 天瑞巴士總站           | 天瑞巴士總站               |

如客滿不經2-8分站

## 外部連結
- 運輸署：新界區專線小巴第610S號線之路線資料及獲准上落客地點
- i-busnet.com：新界區專線小巴路線 路線610S （页面存档备份，存于）
- 小巴薈：新界區專線小巴610S號線 （页面存档备份，存于）

|  | 本文全部或部份內容轉載或複製自 香港大典上的相关条目：新界專綫小巴610S線（繁體中文），依照CC-BY-SA 3.0協議發佈。 |